# John Abercrombie
John Abercrombie (ur. 16 grudnia 1944 w Port Chester, zm. 22 sierpnia 2017 w Cortland) – amerykański gitarzysta jazzowy.
Znany był nie tylko ze swojej solowej kariery, a także ze współpracy z innymi muzykami, takimi jak m.in. Billy Cobham, Jack DeJohnette, Michael Brecker czy Randy Brecker. Abercrombie nagrywał przede wszystkim dla wytwórni ECM. Preferował jazz fusion i post bop.
Abercrombie ukończył w 1967 Berklee College of Music w Bostonie. Jego pierwsze znaczące nagrania to dwa albumy z 1970 roku, nagrane z grupą Dreams.
Kolejne grupy i projekty muzyczne prowadzone i współprowadzone przez Abercrombiego:
- Gateway, z basistą Dave’em Hollandem i perkusistą Jackiem DeJohnette (lata 70. i ponownie lata 90.)
- duet z gitarzystą Ralphem Townerem (lata 70., okazyjnie lata 90.)
- kwartet z pianistą Richiem Beirachem, basistą George’em Mrazem i perkusistą Peterem Donaldem (przełom lat 70. i 80.)
- trio z basistą Markiem Johnsonem i perkusistą Peterem Erskinem (połowa lat 80. do początku lat 90.)
- trio z organistą Danem Wallem i perkusistą Adamem Nussbaumem (lata 90.)
- kwartet ze skrzypkiem Markiem Feldmanem, basistą Markiem Johnsonem i perkusistą Joeyem Baronem (początek XXI wieku)

## Dyskografia

### Jako leader
- Timeless (06-1974) z Jackiem DeJohnette i Janem Hammerem
- Characters (11-1977)
- Arcade (12-1978) kwartet z Richiem Beirachem
- Straight Flight (03-1979) z George’em Mrazem i Peterem Donaldem
- Abercrombie Quartet (11-1979) kwartet z Richiem Beirachem, George’em Mrazem, Peterem Donaldem
- M (11-1980) kwartet z Richiem Beirachem, George’em Mrazem, Peterem Donaldem
- Solar (01-1982) z Johnem Scofieldem, George’em Mrazem, Peterem Donaldem
- Night (04-1984) z Jackiem DeJohnette, Janem Hammerem i Mikiem Breckerem
- Current Events (09-1985) z Markiem Johnsonem i Peterem Erskinem
- All Strings Attached (06-1987) z Larrym Carltonem, Larrym Coryellem, Talem Farlowem, Billym Hartem, Johnem Patituccim
- Getting There (1987) z Markiem Johnsonem, Peterem Erskinem i Mikiem Breckerem
- Abracadabra (11-1987) z Jeffem Palmerem, Adamem Nussbaumem
- John Abercrombie/Marc Johnson/Peter Erskine (04-1988) live
- Animato (10-1989) z Vince’em Mendozą, Jonem Christensenem, Juddem Millerem
- While We’re Young (06-1992) z Danem Wallem i Adamem Nussbaumem
- November (11-1992) z Markiem Johnsonem, Peterem Erskinem i Johnem Surmanem
- Nick Vollebreg’s Jazzcafe (02-1994) z Heinem van de Geynem, Joe LaBarberą
- Speak of the Devil (1994) z Danem Wallem i Adamem Nussbaumem
- Tactics (07-1996) z Danem Wallem i Adamem Nussbaumem
- Open Land (1999) z Danem Wallem i Adamem Nussbaumem, Kennym Wheelerem, Joe Lovano, Markiem Feldmanem
- Speak Easy(1999) z Jarkiem Śmietaną, Harvie Swartzem, Adamem Czerwińskim
- Cat ‘n’ Mouse (2000) z Markiem Feldmanem, Markiem Johnsonem, i Joeyem Baronem
- Three Guitars z Larrym Coryellem, Badim Assadem
- Class Trip (2003) z Markiem Feldmanem, Markiem Johnsonem, Joeyem Baronem
- Structures (03-2006) z Eddiem Gomezem i Gene’em Jacksonem
- Farewell (2006) z George’em Mrazem, Andym Laverne’em, Adamem Nussbaumem
- The Third Quartet (06-2006) z Markiem Feldmanem, Markiem Johnsonem, Joeyem Baronem
- Wait Till You See Her (09-2009) z Markiem Feldmanem, Markiem Johnsonem, Joeyem Baronem

### Jako sideman
z Gateway
- Gateway (1975)
- Gateway 2 (1977)
- Homecoming (1994)
- In the Moment (1994)

Z Henri Texierem
- Colonel Skopje (1988; 1995)

Z Ralphem Townerem
- Sargasso Sea (1976)
- Five Years Later (1981)

Z Andym LaVerne’em
- Nosmo King (1994)
- Now It Can Be Played (1995)
- Where We Were (1996)
- A Nice Idea (2006)

Z Kennym Wheelerem
- Deer Wan (1977)
- Music for Large & Small Ensembles (1990)
- The Widow in the Window (1990)
- It Takes Two! (2006)

Z Markiem Coplandem
- Second Look (1996)
- That’s For Sure (2002)
- ...And (2002)
- Brand New (2004)

Z Jeffem Palmerem
- Ease On (1993)
- Island Universe (1994)
- Shades of the Pine (1994)
- Bunin the Blues (2001)

Z Lonniem Smithem
- Afro Blue (1993)
- Purple Haze: Tribute to Jimi Hendrix (1995)
- Foxy Lady: Tribute to Jimi Hendrix (1996)

Z Charlesem Lloydem
- Voice in the Night (1999)
- The Water is Wide (2000)
- Hyperion with Higgins (2001)
- Lift Every Voice (2002)

Z innymi
- Stark Reality Discovers Hoagy Carmichael’s Music Shop (1970) ze Stark Reality
- Mourner’s Rhapsody (1974) z Czesławem Niemenem
- New Directions (1978) z Jackiem DeJohnette
- Eventyr (1980) Jan Garbarek i Nana Vasconcelos
- Drum Strum (1982) George Marsh, wydany ponownie jako Upon a Time Album of Duets (1994)
- Solar (1983) John Scofield
- Witchcraft (1986) Don Thompson
- Emerald City (1987) Richie Beirach
- Landmarks (1991) Joe Lovano oraz Ken Werner, Marc Johnson i Bill Stewart
- Double Variations (1990) Tim Brady
- Brooklyn Blues (1991) Danny Gottlieb oraz Jeremy Steig, Gil Golstein, Chip Jackson
- Electricity (1994) z Bobem Brookmeyerem i the WDR Big Band
- Bush Crew (1995) Les Arbuckle, Mike Stern, Essiet Okon Essiet, Victor Lewis
- Standard Transmission (1997) Pat LaBarbera, Jim Vivian, Jacek Kochan
- Off the Wall (1997) (pod pseudonimem Lester LaRue) z Danem Wallem
- The Hudson Project (2000) Peter Erskine, John Patitucci & Bob Mintzer
- Animations (2003) z Johnem Basilem
- As We Speak (2006) Mark Egan trio i Danny Gottlieb
- Baseline: The Guitar Album (2007) Hein Van De Geyn
- Topics (2007) z Johnem Ruocco
- Robert Balzar Trio: Tales (nagrany 2006, wydany 2008)